# Comuna Karlobag, Lika-Senj
Karlobag este o comună în cantonul Lika-Senj, Croația, având o populație de 917 locuitori (2011).

## Demografie
Componența etnică a comunei Karlobag
     Croați (94,33%)
     Necunoscut (0,11%)
     Neclasificat (4,69%)
Componența confesională a comunei Karlobag
     Catolici (93,35%)
     Musulmani (2,94%)
     Fără religie și atei (1,96%)
     Necunoscută (0,44%)
     Alte religii (1,31%)
Conform recensământului din 2011, comuna Karlobag avea 917 locuitori. Din punct de vedere etnic, majoritatea locuitorilor (94,33%) erau croați. Apartenența etnică nu este cunoscută în cazul a 0,11% din locuitori. Din punct de vedere confesional, majoritatea locuitorilor (93,35%) erau catolici, existând și minorități de musulmani (2,94%) și persoane fără religie și atei (1,96%). Pentru 0,44% din locuitori nu este cunoscută apartenența confesională.